# Werner Allgöwer
Werner Allgöwer (* 24. März 1879 in St. Gallen; † 21. Februar 1966 in Luzern; heimatberechtigt in St. Gallen und Luzern) war ein Schweizer Politiker (SP).

## Biografie

### Familie und Beruf
Werner Allgöwer, Sohn des Karl Allgöwer, absolvierte nach seinem Pflichtschulabschluss eine kaufmännische Lehre in St. Gallen sowie Zürich. Im Verlauf seines Berufslebens war Werner Allgöwer anfangs als Tramangestellter in Zürich, anschliessend als Kaufmann, von 1900 bis 1911 bei der Strassenbahn Zürich, von 1911 bis 1918 als Sekretär der Arbeiterunion schweizerischer Transportanstalten (AUST) in Luzern, von 1917 bis 1945 als Kartellpräsident der Gewerkschaft des Verkehrspersonals (SEV) und von 1918 bis 1948 als Amtsrichter in Luzern-Stadt eingesetzt.
Allgöwer, der dem Oltener Aktionskomitee (OAK) von April bis September 1918 angehörte, beteiligte sich überdies am Landesstreik.
Werner Allgöwer war in erster Ehe mit Franziska geborene Schorno, in zweiter Ehe mit Bertha geborene Brun verheiratet. Er starb im Februar 1966 einen Monat vor Vollendung seines 87. Lebensjahres in Luzern.

### Politische Funktionen
Allgöwer trat der Sozialdemokratischen Partei (SP) bei und zählte zu den führenden Köpfen der Luzerner Arbeiterbewegung. 1915 wurde er in den Grossen Stadtrat von Luzern gewählt, in dem er bis 1943 einsass. Auf kantonaler Ebene vertrat er seine Partei von 1935 bis 1963 im Luzerner Grossrat. 1950 wählte ihn das Volk in den Nationalrat nach Bern, aus diesem schied er 1955 aus. Darüber hinaus amtierte Werner Allgöwer seit 1950 als Verwaltungsrats-Vizepräsident des Elektrizitätswerks Luzern-Engelberg sowie von 1951 bis 1964 als Leiter der Winterhilfe Luzern.